# Amphicosmoecus canax
Amphicosmoecus canax là một loài Trichoptera trong họ Limnephilidae. Chúng phân bố ở miền Tân bắc.